# Margaret MacMillan

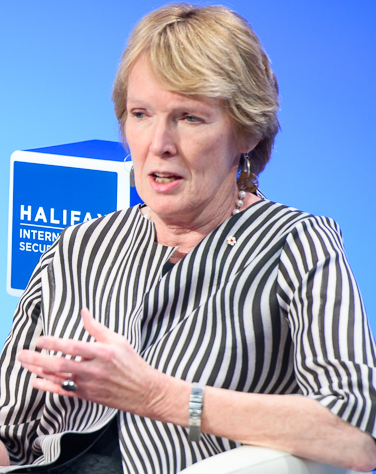
Margaret MacMillan

Margaret Olwen MacMillan, OM, CH, CC (* 23. Dezember 1943 in Toronto) ist eine kanadische Historikerin. Sie ist an der University of Oxford tätig, wo sie auch dem St Antony’s College vorsteht.

## Karriere
Die Urenkelin des britischen Premierministers David Lloyd George machte 1974 ihren Ph.D. am St Antony’s College, Oxford. Sie arbeitete von 1975 bis 2002 an der Ryerson University ihrer Heimatstadt Toronto. Für Peacemakers: The Paris Peace Conference of 1919 wurde sie mit dem Duff Cooper Prize, dem Hessell-Tiltman Prize und als erste Frau mit dem Samuel-Johnson-Preis ausgezeichnet. 2015 wurde sie in die Royal Society of Canada aufgenommen. 2018 hielt sie die Reith Lectures der BBC. 2019 wurde sie zum Ehrenmitglied der British Academy gewählt. Für 2021 wurde MacMillan der Pritzker Literature Award for Lifetime Achievement in Military Writing zugesprochen. Am 11. November 2022 wurde sie in den Order of Merit aufgenommen.

## Schriften
- 1988: Women of the Raj.
- 1990: Canada and NATO: Uneasy Past, Uncertain Future.
- 1996: The Uneasy Century: International Relations 1900–1990. Kendall/Hunt, 1996
- 2001: Peacemakers. The Paris Peace Conference of 1919 and Its Attempt to End War.
  - Umtitelung: Paris 1919. Six Months that Changed the World.
  - Übers. Klaus-Dieter Schmidt:[4] Die Friedensmacher. Wie der Versailler Vertrag die Welt veränderte. Ullstein, 2015
- 2003: Parties Long Estranged: Canada and Australia in the Twentieth Century. (Co-authored with Francine McKenzie)
- 2004: Canada’s House: Rideau Hall and the Invention of a Canadian Home. (Co-authored with Marjorie Harris and Anne L. Desjardins)
- 2006: Nixon in China: The Week That Changed the World.
- 2008: The Uses and Abuses of History. (auch: Dangerous Games: the Uses and Abuses of History)
- 2013: The War That Ended Peace: The Road to 1914. Verlag Profile[5][6]
  - 2014 Übers. Laurent Bury: Vers la Grande Guerre. Comment l’Europe a renoncé à la paix. Autrement
- 2020: War: How Conflict Shaped Us. Verlag Profile
  - Übers. Klaus-Dieter Schmidt: Krieg. Wie Konflikte die Menschheit prägten. Propyläen Verlag, 2021[7]